# Les Maléfices de l'oncle Hermès
Les Maléfices de l'oncle Hermès est la septième histoire de la série Isabelle de Will, Yvan Delporte, André Franquin et Raymond Macherot. Elle est publiée pour la première fois du no 1929 au no 1935 du journal Spirou.

## Univers

### Synopsis
Isabelle et sa tante Ursule sont convoquées par l'oncle Hermès. Elles roulent dans un paysage peuplé de créatures surnaturelles avant d'arriver à son manoir. Isabelle y trouve un livre par lequel l'oncle Hermès lui demande de réciter une formule. Hermès apparaît alors dans la cheminée, miniaturisé. Frappé par un sort de la sorcière Calendula, il est réduit à vivre dans le feu. Il demande à Isabelle de l'aider à briser le sortilège.

### Personnages
- Isabelle
- Tante Ursule : excellente ménagère, aveugle au surnaturel
- Oncle Hermès : puissant sorcier, il a des jambes de bouc
- Calendula : une jeune sorcière sympathique, descendante de l'horrible Calendula

## Publication

### Revues
Cette histoire de seize planches est publiée pour la première fois du no 1929 au no 1935 du journal Spirou en 1975.

### Album
Elle reparaît dans l'album Les Maléfices de l'oncle Hermès en 1978.

### Documentation
- Jean Léturgie, « Les Maléfices de l'oncle Hermès », Schtroumpfanzine, no 23,‎ octobre 1978.